# Eskil Magnusson
Eskil Magnusson est  Lögsögumad du Västergötland en Suède vers 1215–1227, il est le premier  des
Lögsögumad de l'actuel royaume de Suède sur lequel nous ayons des informations précises

## Biographie
Eskil est un membre de la famille des Folkungar, qui dans la décennie 1250 accédera au trône de Suède. Il est le fils de
Magnus Minnisköld, et le frère ainé de  Birger Jarl, l'homme le plus puissant du royaume de Suède au milieu du XIIIe siècle. Il sera lui-même membre du conseil de régence sous le roi  Jean Ier de Suède
Vers 1217, il épouse Kristina Nilsdotter, la veuve du Jarl norvégien  Håkon Galin († 1214), dont le fils Knut Håkonsson sera un prétendant au trône de Norvège. Du fait de la localisation de sa juridiction et de son union avec  Kristina, Eskil entretient de bons rapports avec la Norvège et fait souvent office de négociateur entre les gouvernements suédois et norvégien. Vers 1218-1220, il reçoit la visite de l'écrivain et historien islandais Snorri Sturluson.
Eskil est réputé pour ses connaissances et semble avoir joué un rôle important dans la codification de la  Västgötalagen ou loi du Västergötland, le plus ancien texte suédois connu rédigé en latin. La liste des  Lögsögumad du Västergötland est annexée à la  Västgötalagen indique qu'il a entrepris la collecte des lois de la province et leur édition , et administré la justice  avec un grand soin. Il avait un bon jugement, et la culture d'un clerc et il était « supérieur à tous les petits chefs du royaume  ». La liste indique qu'il  se distinguait également par sa bravoure  et « qu'il se passera beaucoup de temps avant qu'un autre homme de cette stature n'apparaisse ».